# Human Rights Protection Party
Human Rights Protection Party er et politisk parti i Samoa. Dets leder er Tuila'epa Sailele Malielegaoi, og ved parlamentsvalget i 2006 fik partiet 35 ud af 49 mandater.
| Politisk parti | Spire Denne artikel om et politisk parti eller gruppe er en spire som bør udbygges. Du er velkommen til at hjælpe Wikipedia ved at udvide den. |